# Micro-partitionnement
Le micro-partitionnement est une forme de partitionnement logique introduit par IBM sur les systèmes utilisant les processeurs POWER5 (typiquement le système d'exploitation AIX).
Le micro-partitionnement travaille avec une file de processeurs partagés qui partage les processeurs physiques plutôt que d'avoir une attribution dédiée. Cette file de processeurs partagés peut supporter jusqu'à dix fois plus d'images OS qu'avec des processeurs physiques (on peut donc faire dix partitions avec un processeur physique).
Il n'y a pas de lien entre les micro-partitions et les processeurs physiques : c'est la couche Hyperviseur qui alloue les ressources selon les règles définies lors de la création des partitions.
Cette couche Hyperviseur est une fonction du firmware et se retrouve dans les serveurs POWER5 et POWER6, que l'on utilise le micro-partitionnement ou pas. Il est donc possible d'allouer des fractions de processeur à une partition (par exemple 1,5 processeur pour une partition, et 2,5 pour une autre sur une machine disposant de quatre processeurs). Il est possible de changer dynamiquement cette répartition entre les micro-partitions (beaucoup plus facilement que la répartition de la mémoire).